# 源伊陟
源 伊陟（みなもと の これただ）は、平安時代中期の公卿。醍醐天皇の孫。一品・兼明親王の子。官位は正三位・権中納言。

## 経歴
村上朝の天暦6年（952年）氏爵により従五位下に叙爵し、天暦9年（955年）侍従に任ぜられる。天暦10年（956年）左兵衛権佐になると、天徳2年（958年）左近衛少将と武官を歴任するが、天徳5年（961年）3月には神賢使となり宇佐神宮へ派遣されるが、道中で患って備後国で引き返し、同年8月には狂病を理由に左近衛少将を解任されている。
円融朝の天禄3年（972年）右少弁次いで左少弁に任官すると、天禄4年（973年）正五位下・右中弁、天延2年（974年）従四位下と、弁官を務めながら順調に昇進する。天延3年（975年）左兵衛督を経て、貞元2年（977年）参議に任ぜられ公卿に列した。その後も、天元3年（980年）従四位上、天元4年（981年）造営行事賞により正四位下と昇進を重ねた。
寛和元年（985年）花山天皇の大嘗祭で悠紀国司により従三位、翌寛和2年（986年）一条天皇の大嘗祭でも悠紀国司で正三位と、2年連続で大嘗祭で悠紀国司を務めて昇叙を果たした。永延3年（989年）権中納言に至る。長徳元年（995年）5月22日薨去。享年58。最終官位は正三位権中納言右衛門督。

## 官歴
『公卿補任』による。
- 天暦6年（952年） 正月7日：従五位下（氏爵）
- 天暦9年（955年） 10月：侍従
- 天暦10年（956年） 9月8日：左兵衛権佐
- 天徳2年（958年） 7月28日 左近衛少将。8月27日：昇殿
- 天徳4年（960年） 正月25日：兼近江権介
- 天徳5年（961年） 正月7日：従五位上。3月：為神賢使[注釈 1]。8月8日：停左少将（依狂病）[1]、権介如元
- 応和3年（963年） 9月9日：近江権介
- 応和4年（964年） 3月27日：民部少輔
- 天禄3年（972年） 3月20日：右少弁。12月15日：左少弁
- 天禄4年（973年） 正月7日：正五位下（弁労）。7月26日：右中弁
- 天延2年（974年） 正月7日：従四位下（弁労）。3月28日：昇殿（花宴時）。4月10日：蔵人
- 天延3年（975年） 正月26日：左兵衛督、停弁
- 天延4年（976年） 正月28日：兼周防権守
- 貞元2年（977年） 4月14日：参議
- 貞元3年（978年） 2月3日：兼備後権守
- 天元3年（980年） 正月7日：従四位上
- 天元4年（981年） 12月4日：正四位下（造営行事賞）
- 天元5年（982年） 止権守
- 天元6年（983年） 正月27日：兼備中権守。11月11日：兼近江権守
- 寛和元年（985年） 11月30日：従三位（悠紀国司）
- 寛和2年（986年） 3月5日：兼播磨守。8月13日：兼近江守。11月18日：正三位（悠紀国司賞）
- 永延2年（988年） 2月27日：兼右衛門督
- 永延3年（989年） 2月23日：権中納言、止守督。11月28日：兼太皇太后宮権大夫（太皇太后・昌子内親王）
- 永祚2年（989年） 正月29日：兼右兵衛督。2月10日：着座
- 正暦5年（994年） 9月8日：兼右衛門督
- 正暦6年（995年） 正月13日：中納言?。5月22日：薨去（正三位権中納言右衛門督）[2]

## 系譜
『尊卑分脈』による。
- 父：兼明親王
- 母：伊勢守源衆望の娘
- 妻：不詳
- 生母不明の子女
  - 男子：源頼之
  - 男子：源伊頼
  - 男子：源伊行
  - 男子：源伊光
  - 男子：源延漢
  - 女子：源陟子 - 藤原彰子宣旨兼後朱雀天皇乳母